# Sidi Lyamani
Sidi Lyamani (franska: Sidi Lyamani (CR), Sidi Lyamani (Commune Rurale), arabiska: سوق القديم) är en kommun i Marocko.   Den ligger i prefekturen Tanger-Assilah och regionen Tanger-Tétouan-Al Hoceïma, i den norra delen av landet, 170 km nordost om huvudstaden Rabat. Antalet invånare är 9 785.